# مقاطعة سرباز
مقاطعة سرباز (بالفارسية: شهرستان سرباز) هي إحدى مقاطعات محافظة سيستان وبلوشستان في إيران. كان عدد سكان المقاطعة سنة 2006 حوالي 150,890 نسمة.